# Moldovske oslikane crkve
Moldavske oslikane crkve čini šest rumunjskih crkava u županiji Suceavi u povijesnoj rumunjskoj pokrajini Bukovini koje su izgrađene u razdoblju od oko 100 godina (od 1487. do 1583.). Sve se nalaze u radijusu od 60 km od grada Suceava koji je više od 200 godina bio prijestolnicom moldavske države (1338. – 1565.).
Njihovi vanjski zidovi su potpuno oslikani freskama ciklusa vjerske tematike koje su remek-djela inspirirana bizantskom umjetnošću. Njihove iznimne kompozicije, elegancija likova i sklad boja savršeno se uklapa u njihov prirodni krajolik.
Zbog toga je osam ovih crkava 1993. godine upisano na UNESCO-ov popis mjesta svjetske baštine u Europi.

## Popis lokaliteta
| Slika | Ime                                     | Izgradnja | Lokacija             | Koordinate                                    | Bilješke |
| ----- | --------------------------------------- | --------- | -------------------- | --------------------------------------------- | --- |
|       | Crkva dekapitacije sv. Ivana Krstitelja | 1503.     | Arbore               | 47°44′N 25°56′E / 47.733°N 25.933°E           | Ova crkva je bila prva koju je zaštitio UNESCO, a nalazi se u sklopu manastira Arbore, u istoimenoj općini, koji je dobio ime po bojaru koji je dao podići crkvu, Luci Arboreu. Crkva je izgrađena u samo 5 mjeseci 1503. godine, a njene slike na vanjskim zidovima slikao je Dragoş Coman od nastanka crkve do 1541. godine. Najbolje sačuvane slike su na zapadnom zidu, a Kozaci su joj srušili krov kako bi od njegovog olova napravili zrna za metke. Skromnih je dimenzija i ima samo tri prostorije: trijem (pronaos), brod (naos) i oltar. Grobna komora (gropnita) je spojena s trijemom i u njoj se sahranjen hetman Luca Arbore s obitelji. Unutra se nalaze njihovi votivni portreti. |
|       | Crkva Uznesenja Djevice Marije          | 1530.     | Mănăstirea Humorului | 47°35′35″N 25°51′25″E / 47.59306°N 25.85694°E | Crkvu, kao katholikon (glavnu crkvu) manastira Humor, dao je izgraditi vojvoda Petru Rareş i njegov kancelar Teodor Bubuiog, na mjestu starije crkve iz 1415. godine. Ona je bila jedna od prvih crkvi u Bukovini koja je bila oslikana freskama i jedna je od najbolje očuvanih. Pretpostavlja da ju je 1535. oslikao slikar Toma iz Suceava i na njima dominira crvenkasto smeđa boja. Pored motiva kao što su "Opsada Konstantinopola" i "Posljednji sud" tu se nalazi i slika "Himna Djevici" koja je inspirirana pjsmom patrijarha Sergeja Carigradskog koji je opjevao čudotvornu intervenciju Djevice Marije koja je spasila grad od Perzijanaca 626. godine. No, na ovoj slici Perzijanci su prikazani kao Turci čime slika dobiva i političko propagandno značenje u duhu tadašnjih sukoba s Osmanlijama (slika desno). |
|       | Crkva Navještenja u manastiru Moldoviţa | 1532.     | Vatra Moldoviţa      | 47°39′25″N 25°34′16″E / 47.65694°N 25.57111°E | Vojvoda Petru Rares, nezakoniti sin rumunjskog kralja Stjepana III. Velikog, ju je dao podići 1532. godine kao katholikon manastira koji je ujedno bio i utvrda prema Turcima. Ona je jedna od posljednjih moldovskih crkava koje su imale otvoreni trijem s grobnicom ispod njega i s gotičkim prozorima i vratima. Njene freske je naslikao Toma iz Suceava 1537. godine. Na vanjskim slikama koje prikazuju procesiju svetaca ispred okrunjene Gospe s Djetetom na prijestolju dominiraju plava boja i zlatni detalji, a ponavlja se i motiv "Himne Djevici Mariji". |
|       | Crkva sv. Križa                         | 1487.     | Pătrăuţi             | 47°43′N 26°12′E / 47.717°N 26.200°E           | Ovu crkvu dao je izgraditi rumunjski kralj Stjepan III. Veliki kao prvu od slavnih oslikanih moldovskih crkava. Poharana je 1653. godine i obnovio ju je knez Nicolas Mavrocordat početkom 18. stoljeća. Ona je mala crkva s tri apside, svetištem, bačvastim svodom jedinog broda i narteksom. Unutrašnje slika prikazuju motive Kristove muke. Nažalost još uvijek nije obnovljena. |
|       | Crkva sv. Nikole                        | 1531.     | Probota, Dolhasca    | 47°25′31″N 26°36′35″E / 47.42528°N 26.60972°E | Ova crkva je bila katholikon manastira Probota kojeg je dao izgraditi vojvoda Petru Rares 1530. godine kao mauzolej svoje obitelji. Sve su slike iz vremena nastanka crkve, osim onih u oltaru koje su naslikane u 19. stoljeću. Vanjske freske, koje su u lošem stanju, ipak svjedoče o majstorstvu umjetnika, njegovoj sposobnosti uporabe boja i stvaranja izvanrednih kompozicija. |
|       | Crkva sv. Jurja                         | 1522.     | Suceava              | 47°39′05″N 26°15′20″E / 47.65139°N 26.25556°E | Ova troapsidna crkva je izgrađena u sklopu manastira sv. Ivana Novog kojeg je 1514. godine osnovao Bogdan Jednooki. Ona je bila mitropolijskom crkvom Moldave sve do 17. stoljeća. Njene unutarnje freske, iako potamnjele, imaju izvanredne plastične vrijednosti. Vanjske freske iz 1534. godine na zapadnoj i južnoj fasadi prikazuju tradicionalne motive i značajne su zbog monumentalnih kompozicija, elegantnih obrisa likova, skladnih boja i savršenih natpisa ćirilicom. |
|       | Crkva sv. Jurja u manastiru Voroneţu    | 1487.     | Voroneţ              | 47°31′01″N 25°51′03″E / 47.51694°N 25.85083°E | Crkva, sa svojim vanjskim freskama intenzivnih boja, je vjerojatno jedna od najslavnijih u Rumunjskoj. Natpis na slikama u egzonarteksu (trijem) navodi kako je crkva podignuta u samo 4 mjeseca 1488. godine kao ispunjenje obećanja kralja Stjepana dato pustinjaku Danila Sihastrula iz Voreneta da će podići crkvu sv. Stjepanu ako pobijedi Turke. Crkva je jednobrodna s tri apside, tornjem s filijalom, otvorenim trijemom ispred ulaza (ispod kojeg je grobnica sv. Danila Pustinjaka) i gotičkim prozorima. Sjeverno pročelje crkve je najbolje sačuvano s ukrasnim keramičkim diskovima na kojima su reljefima prikazani heraldički motivi, između ostalih i Moldavski grb. |
|       | Crkva Uskrnuća u manastiru Suceviţa     | 1583.     | Suceviţa             | 48°46′41″N 25°42′40″E / 48.77806°N 25.71111°E | Crkvu su podigli graditelji Ieremia Movilă, Gheorghe Movila i Simion Movila. Ona je potpuno oslikanih zidova, iznutra i vani, na kojima su prikazani brojni prizori iz Starog i Novog zavjeta. Većina slika je iz oko 1601. godine, što ih čini posljednjim iz vremena moldavskih oslikanih crkava. |

## Vanjske poveznice
- Kulturna baština i turizam u Bukovini i Moldovi (engl.)
- Slikarska čuda u Bukovini  Arhivirana inačica izvorne stranice od 5. prosinca 2012. (Wayback Machine) (engl.)